# 니코 구드럼
카티어 니코 구드럼(영어: Cartier Niko Goodrum, 1992년 2월 28일~)은  전 미국의 야구 선수로 포지션은 내야수이며 롯데 자이언츠에서 활동할 당시 KBO 리그 등록명은 구드럼이었다.

## 경력
1992년 조지아주 애틀랜타에서 태어났다. 아버지 팀 구드럼(영어: Tim Goodrum)은 대학 야구 선수 출신으로 포트밸리 주립 대학교 야구부에서 활동했다. 
2010년 MLB 드래프트 2라운드에서 미네소타 트윈스의 지명을 받았으며 7년간 마이너 리그에서 활동했다. 2016년에는 베네수엘라 리그의 카리베스 데 안소아테기 소속으로 뛰기도 했다.
2017년에 미네소타 트윈스 1군에 입성했으며 같은 해 9월 2일 캔자스시티 로열스를 상대로 메이저 리그 데뷔전을 가졌다. 그는 미네소타에서 17타수 1안타의 기록을 내고 방출되었다.
2017년 11월 25일에 디트로이트 타이거스와 마이너 계약을 맺었으며 2018년에 디트로이트군에 입성했다. 같은 해 4월 1일 피츠버그 파이리츠를 상대로 디트로이트 선수로서 첫 메이저 리그 경기를 가졌다. 이 해에는 131경기에 출전해 타율.245, 16홈런, 53타점, 12도루의 성적을 기록했다. 이듬 해인인 2019년은 112경기에 출전해 타율 248, 12홈런, 45타점, 12도루의 성적을 기록했으며 2020년은 43경기에 출전해 타율 184, 5홈런, 20타점, 7도루의 성적을 기록했다. 2021년은 90경기에 출전해 타율 214, 9홈런, 33타점, 14도루의 성적을 기록했다.
2022년 3월 15일에 휴스턴 애스트로스와 단년 계약을 맺었으며 휴스턴 선수로서 15경기 43타수 5안타를 기록했다. 이듬해인 2023년에는 보스턴 레드삭스와 마이너 계약을 맺었고 산하 트리플 A팀인 우스터 레드삭스 소속으로 타율 0.280, 출루율 0.448을 기록했다. 같은 해 7월에 대한민국의 프로 야구팀인 롯데 자이언츠에게 잭 렉스를 대체할 외국인 야수로 영입되었다. 7월 21일에 부산 사직야구장에서 키움 히어로즈를 상대로 KBO 리그 데뷔전을 가졌고 2번 타자로 출장하여 구단의 2-0 승리에 기여했다. 롯데 자이언츠 선수로서 28타점 16득점을 기록했으나 홈런은 기록하지 못했다. 10월 12일에 롯데 자이언츠 엔트리에서 말소 처리되었고 시즌 후 방출되었다. 그의 차기 대체 용병으로는 빅터 레예스가 영입되었다.
2024년에 미네소타 트윈스와 스프링 캠프 초청권을 포함한 마이너 계약을 하며 복귀하였다. 이후 2024년 3월 27일 미네소타 트윈스에서 탬파베이 레이스로 트레이드되었고 레이스의 40인 로스터 명단에 포함되었다.
2024년 6월 28일, 구드럼은 볼티모어 오리올스와 마이너 리그 계약을 체결했다.